# أحباء صهيون

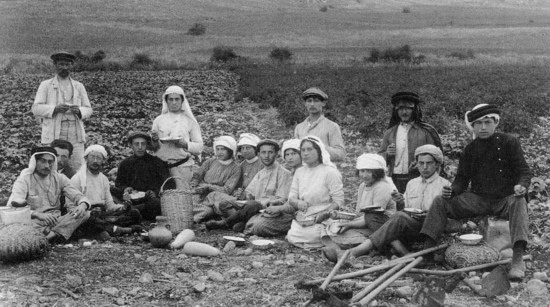

تشير أحباء صهيون (بالعبرية: חובבי ציון‏) إلى مجموعة متنوعة من المنظمات التي بدأت في عام 1881 استجابة للمذابح المعادية لليهود في الإمبراطورية الروسية وشكلت رسميًا كمجموعة في مؤتمر بقيادة ليون بينسكر في عام 1884.
تعتبر المنظمات الآن رائدات والبناة الأساس للصهيونية الحديثة. وقد أنشئت العديد من المجموعات الأولى في بلدان أوروبا الشرقية في أوائل ثمانينات القرن التاسع عشر بهدف تعزيز الهجرة اليهودية إلى فلسطين، والنهوض بالاستيطان اليهودي هناك، ولا سيما الزراعي. وبقي معظمها بعيدًا عن السياسة.
في عام 1854، ورث يهودا توري أموالًا لتمويل المستوطنات السكنية اليهودية في فلسطين.
في عام 1897، قبل المؤتمر الصهيوني الأول، أحصيت لجنة أوديسا أكثر من 4,000 عضو. وبمجرد أن أنشأ المؤتمر المنظمة الصهيونية، انضمت إليه معظم مجتمعات أحباء صهيون.